# 11.º governo republicano (Portugal)
O 11.º governo da Primeira República Portuguesa, nomeado a 19 de junho de 1915 e exonerado a 29 de novembro do mesmo ano, foi liderado por José de Castro. No anterior governo, José de Castro servira como presidente interino do Ministério, em substituição de João Chagas que sofrera um atentado impossibilitando-o de tomar posse.
A sua constituição era a seguinte:
| Cargo                              | Detentor | Detentor                                       | Período                                         |
| ---------------------------------- | -------- | ---------------------------------------------- | ----------------------------------------------- |
| Presidente do Ministério           |          | José de Castro (1848–1929)                     | 19 de junho de 1915 a 29 de novembro de 1915    |
| Ministro do Interior               |          | José Augusto Ferreira da Silva (n/d–n/d)       | 19 de junho de 1915 a 11 de novembro de 1915    |
| Ministro do Interior               |          | João Catanho de Meneses (interino) (1854–1942) | 11 de novembro de 1915 a 29 de novembro de 1915 |
| Ministro da Justiça e dos Cultos   |          | João Catanho de Meneses (1854–1942)            | 19 de junho de 1915 a 29 de novembro de 1915    |
| Ministro das Finanças              |          | Vitorino Guimarães (1876–1957)                 | 19 de junho de 1915 a 29 de novembro de 1915    |
| Ministro da Guerra                 |          | José de Castro (1848–1929)                     | 19 de junho de 1915 a 22 de julho de 1915       |
| Ministro da Guerra                 |          | José Norton de Matos (1867–1955)               | 22 de julho de 1915 a 29 de novembro de 1915    |
| Ministro da Marinha                |          | José de Castro (interino) (1848–1929)          | 19 de junho de 1915 a 22 de julho de 1915       |
| Ministro da Marinha                |          | José de Castro (1848–1929)                     | 22 de julho de 1915 a 29 de novembro de 1915    |
| Ministro dos Negócios Estrangeiros |          | Augusto Soares (1873–1954)                     | 19 de junho de 1915 a 29 de novembro de 1915    |
| Ministro dos Negócios Estrangeiros |          | José Norton de Matos (interino) (1867–1955)    | 26 de outubro de 1915 a 29 de novembro de 1915  |
| Ministro do Fomento                |          | Manuel Monteiro (1879–1952)                    | 19 de junho de 1915 a 29 de novembro de 1915    |
| Ministro das Colónias              |          | José Norton de Matos (1867–1955)               | 19 de junho de 1915 a 22 de julho de 1915       |
| Ministro das Colónias              |          | Alfredo Rodrigues Gaspar (1865–1929)           | 22 de julho de 1915 a 29 de novembro de 1915    |
| Ministro da Instrução Pública      |          | João Lopes Martins (1866–1945)                 | 19 de junho de 1915 a 29 de novembro de 1915    |